# Judith Schalansky

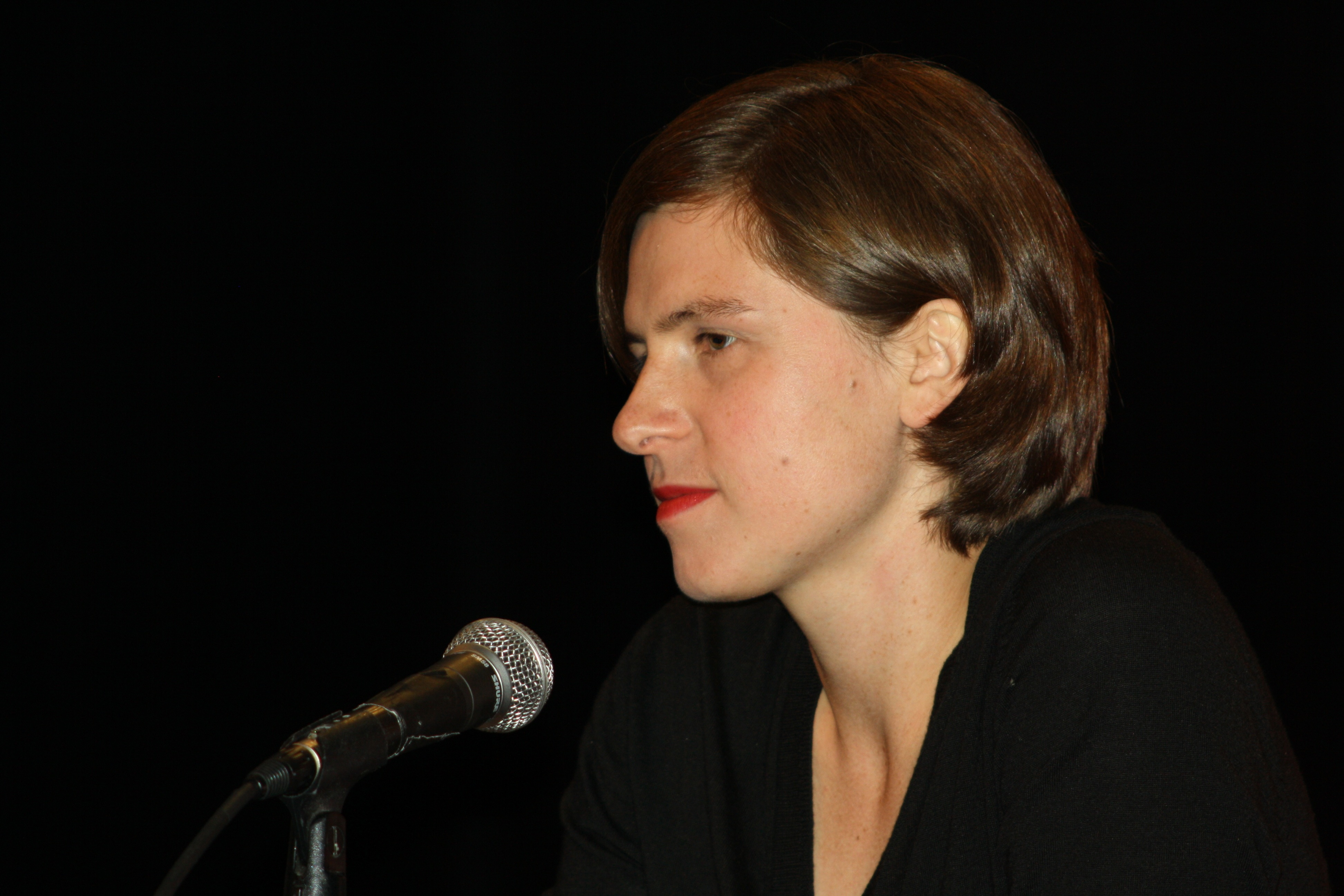
Judith Schalansky.

Judith Schalansky, född 20 september 1980 i Greifswald i dåvarande Östtyskland, är en tysk författare, formgivare och förläggare.
Schalansky har studerat konsthistoria på Freie Universität Berlin och kommunikationsdesign på Fachhochschule Potsdam. Efter avslutade studier 2007 undervisade hon till 2009 i grundläggande typografi på FH Potsdam.
Schalansky inledde sin bana som publicist 2006 med det typografiska kompendiet Fraktur mon Amour, och två år senare gav hon ut sin skönlitterära debut Blau steht dir nicht ("Du klär inte i blått"). År 2009 utkom Atlas der abgelegenen Inseln. Som titeln avslöjar är den en atlas över olika öar, där varje ös karta ackompanjeras av en kort anekdotisk berättelse. Boken är formgiven av Schalansky själv och utsågs till årets vackraste bok i Tyskland 2009. Den följdes 2011 av "bildningsromanen" Der Hals der Giraffe.

## Svenska översättningar
- Atlas över avlägsna öar : femtio öar som jag aldrig besökt och aldrig kommer att besöka (Atlas der abgelegenen Inseln) (översättning Carl Henrik Fredriksson, Pequod Press, 2012)
- Giraffens hals: en bildningsroman (Der Hals der Giraffe) (översättning Linda Östergaard, Pequod Press, 2013)
- Förteckning över några förluster (Verzeichnis einiger Verluste) (översättning Linda Östergaard, Pequod Press, 2021)